# Jeffrey Williams (astronaute)
Pour les articles homonymes, voir Jeffrey Williams et Williams.
Jeffrey Nels Williams est un astronaute américain né le 18 janvier 1958. De retour de l'espace le 7 septembre 2016 lors de l'expédition 47, il devient l'Américain ayant séjourné le plus longtemps dans l'espace, avec 534 jours cumulés, dépassant ainsi le précédent record de Scott Kelly, de 520 jours.

## Vols réalisés
Ayant déjà effectué trois vols dans l'espace, Williams effectue actuellement sa quatrième mission.
- Le 19 mai 2000, il participe pendant une dizaine de jours à la mission STS-101, en tant que spécialiste de mission et ingénieur de vol, il passera 7 heures en sortie extravéhiculaire[1].
- Le 30 mars 2006, à bord de à bord du vol Soyouz TMA-8, il amorce son premier vol de longue durée à bord de la Station spatiale internationale (expédition 13), retournant sur terre le 29 septembre suivant.
- Le 30 septembre 2009, il s'envole à bord de Soyouz TMA-16 en compagnie Guy Laliberté et participe aux expéditions 21 et 22.
- Le 18 mars 2016, il décolle à bord de Soyouz TMA-20M pour une nouvelle mission de cinq mois à bord de l'ISS.

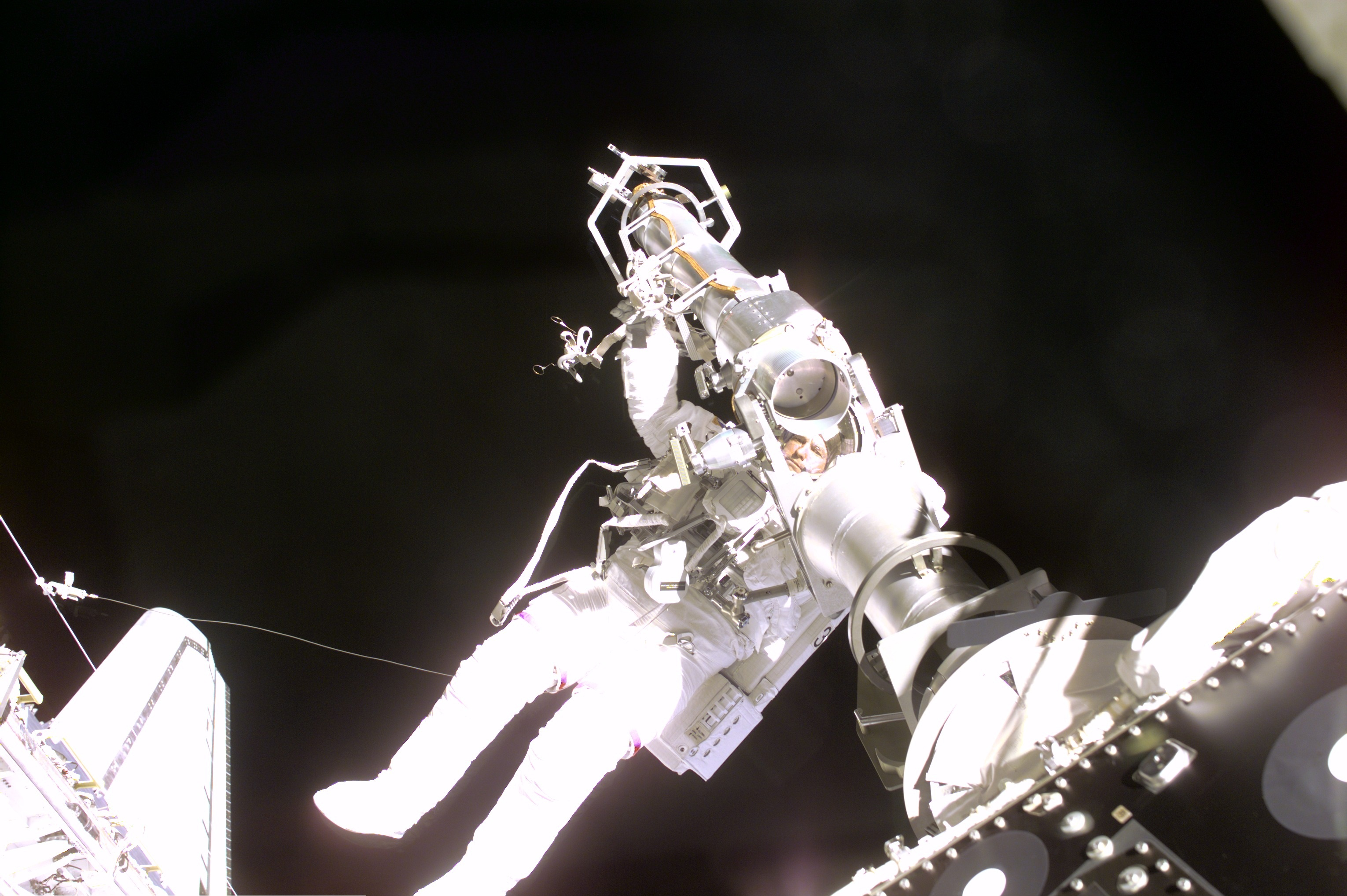
Jeffrey Williams effectuant une sortie extravéhiculaire lors de la mission STS-101.